# My Head's in Mississippi
My Head's in Mississippi è un singolo del gruppo musicale statunitense ZZ Top, pubblicato nel 1990 ed estratto dall'album Recycler.

## Tracce
- 7"

1. My Head's in Mississippi
2. Fool for Your Stockings

## Formazione
- Billy Gibbons – chitarra, voce
- Dusty Hill – basso, cori
- Frank Beard – batteria, cori